# Хар Раї
Хар Раї (пенджабі:ਗੁਰੂ ਹਰਿ ਰਾਇ, 16 січня 1630 — 6 жовтня 1661, Нандед) — 7-й гуру сикхів, державний діяч.

## Життєпис
Молодший син Баби Гурдіти і Мата Нігал Каур. Народився 1630 року в Кіратпурі. Його батько помер 1638 року. З цього часу за підбурення могольського падишаха Шах Джахана розгорнулася боротьба щодо спадкоємства гуру Хар Ґобінда. Зрештою останній перед смертю затвердив спадкоємцем Хар Раї. Збільшив постійне військо до 2200 вояків.
Відомостей про його діяльність обмаль, також сам сьомий гуру не залишив якихось власних творів. Більше уваги приділяв духовним практикам, повернувшись до традицій перших гуру. Подорожував Пенджабом, Доабом і Малвою з метою об'єднання збору коштів з сикхів. Наслідком цього стало значне посилення впливу масандамів (намісників), що почали перетворюватися на місцевих феодалів.
Хар Раї започаткував кілька традицій публічного співу у сикхізмі. Додав спів в стилі катха до традиційного співу сабад-кіртан, традицію аханд-кіртан *безперервного співу священних писань), йотіан-да-кіртану (колективного народного хорового співу писань).
1658 року Дара Шукоху у протистоянні з братом Аурангзебом. 1660 року після перемоги останнього той викликав гуру до Делі, але Хар Раї відправив сина Рам Раї.
Перед смертю призначив свого молодшого сина Хар Крішана спадкоємцем. Помер 1661 року.

## Родина
1. Дружина — Бібі Котакад'ані.
Діти:
- Баба Рам Раї (1645—1687)

2. Дружина — Бібі Крішан Каур.
Діти:
- Хар Крішан (1656—1664), 8-й гуру сикхів